# E.O. Chirovici
Eugen Ovidiu Chirovici (Făgăraș, 11 mei 1964) is een Roemeens schrijver van misdaadverhalen.

## Biografie
Eugen O. Chirovici werd geboren in Făgăraș, Transsylvanië in een Roemeens-Hongaars-Duits gezin. Hij studeerde in 1988 af aan de Academie voor Economische Studies (Boekarest) en werkte als journalist onder meer bij een nationaal dagblad en een tv-kanaal. Hij publiceerde een groot aantal artikelen en is ook auteur van verschillende non-fictieboeken. Hij heeft drie PhD's in economie, communicatie en geschiedenis en is lid van de Roemeense Academie van de Wetenschappen. Chirovici woont sinds 2012 in West-Europa, onder meer in Brussel, Reading en Firenze.
In 1991 publiceerde Chirovici zijn twee eerste romans, Masacrul en Comando pentru general, waarvan elk 100.000 exemplaren werden verkocht. Na een tiental romans geschreven te hebben in het Roemeens, besloot Chirovi om in het Engels te schrijven omdat hij een internationaal publiek wilde bereiken om professioneel te kunnen leven van het schrijven. Hij kon zijn werk niet voorleggen aan een Britse of Amerikaanse literaire agent of uitgever in het Roemeens. In 2017 verscheen zijn eerste Engelstalige misdaadroman The Book of Mirrors die een groot succes werd en vertaald werd in 38 talen en ook verfilmd in 2024.

## Adaptaties
- 2024: Sleeping Dogs, Amerikaanse film gebaseerd op The Book of Mirrors

- Bibliothèque nationale de France: cb16976593n (data)
- Catàleg d'autoritats de noms i títols de Catalunya: 981058607941506706
- Gemeinsame Normdatei: 1069346128
- International Standard Name Identifier: 0000 0000 3905 8040
- Library of Congress Control Number: no93013190
- Nationale Bibliotheek van Letland: 000245979
- MusicBrainz: 9af85d75-eb43-4f43-b695-84b6d22ce0a9
- Nationale Bibliotheek van Tsjechië: xx0211436
- Nationale Bibliotheek van Israël: 987007346402905171
- Système universitaire de documentation: 199721793
- Virtual International Authority File: 61115192
- WorldCat: E39PBJmHCbdvdCddMfcfQ7cdcP